# Miura Genta
Miura Genta (三浦 弦太 (Tam Phổ Huyền Thái) Miura Genta, sinh ngày 1 tháng 3 năm 1995 ở Toyohashi) là một cầu thủ bóng đá người Nhật Bản thi đấu cho Gamba Osaka.

## Thống kê câu lạc bộ
Tính đến trận đấu diễn ra ngày 2 tháng 12 năm 2018
| Thành tích câu lạc bộ | Thành tích câu lạc bộ | Thành tích câu lạc bộ | Giải vô địch | Giải vô địch | Cúp                   | Cúp                   | Cúp Liên đoàn | Cúp Liên đoàn | Châu lục | Châu lục  | Tổng cộng | Tổng cộng |
| Mùa giải              | Câu lạc bộ            | Giải vô địch          | Số trận      | Bàn thắng    | Số trận               | Bàn thắng             | Số trận       | Bàn thắng     | Số trận  | Bàn thắng | Số trận   | Bàn thắng |
| Nhật Bản              | Nhật Bản              | Nhật Bản              | Giải vô địch | Giải vô địch | Cúp Hoàng đế Nhật Bản | Cúp Hoàng đế Nhật Bản | J. League Cup | J. League Cup | Châu Á   | Châu Á    | Tổng cộng | Tổng cộng |
| --------------------- | --------------------- | --------------------- | ------------ | ------------ | --------------------- | --------------------- | ------------- | ------------- | -------- | --------- | --------- | --------- |
| 2013                  | Shimizu S-Pulse       | J1                    | 2            | 0            | 0                     | 0                     | 1             | 0             | -        | -         | 3         | 0         |
| 2014                  | Shimizu S-Pulse       | J1                    | 7            | 0            | 1                     | 0                     | 0             | 0             | -        | -         | 8         | 0         |
| 2015                  | Shimizu S-Pulse       | J1                    | 7            | 0            | 0                     | 0                     | 3             | 0             | -        | -         | 10        | 0         |
| 2016                  | Shimizu S-Pulse       | J2                    | 29           | 0            | 2                     | 0                     | -             | -             | -        | -         | 31        | 0         |
| Tổng cộng             | Tổng cộng             | Tổng cộng             | 45           | 0            | 3                     | 0                     | 4             | 0             | -        | -         | 52        | 0         |
| 2017                  | Gamba Osaka           | J1                    | 34           | 2            | 2                     | 0                     | 2             | 0             | 7        | 1         | 45        | 3         |
| 2018                  | Gamba Osaka           | J1                    | 34           | 0            | 1                     | 1                     | 6             | 0             | -        | -         | 41        | 1         |
| Tổng                  | Tổng                  | Tổng                  | 68           | 2            | 3                     | 1                     | 8             | 0             | 7        | 1         | 86        | 4         |
| Tổng cộng sự nghiệp   | Tổng cộng sự nghiệp   | Tổng cộng sự nghiệp   | 113          | 2            | 6                     | 1                     | 12            | 0             | 7        | 1         | 138       | 4         |

Thành tích đội dự bị
| Thành tích câu lạc bộ | Thành tích câu lạc bộ   | Thành tích câu lạc bộ | Giải vô địch | Giải vô địch | Tổng cộng | Tổng cộng |
| Mùa giải              | Câu lạc bộ              | Giải vô địch          | Số trận      | Bàn thắng    | Số trận   | Bàn thắng |
| Nhật Bản              | Nhật Bản                | Nhật Bản              | Giải vô địch | Giải vô địch | Tổng cộng | Tổng cộng |
| --------------------- | ----------------------- | --------------------- | ------------ | ------------ | --------- | --------- |
| 2014                  | J.League U-22 Selection | J3                    | 8            | 1            | 8         | 1         |
| 2015                  | J.League U-22 Selection | J3                    | 3            | 0            | 3         | 0         |
| Tổng cộng sự nghiệp   | Tổng cộng sự nghiệp     | Tổng cộng sự nghiệp   | 11           | 1            | 11        | 1         |